# 138221 Baldry
138221 Baldry è un asteroide della fascia principale. Scoperto nel 2000, presenta un'orbita caratterizzata da un semiasse maggiore pari a 2,6331261 UA e da un'eccentricità di 0,1322241, inclinata di 4,62379° rispetto all'eclittica.